# Moísmo
Moísmo era uma escola da filosofia chinesa desenvolvida pelos seguidores de Mozi (470 a.C. - 391 a.C.). Evoluiu ao mesmo tempo que o confucionismo, o taoísmo e o legalismo, e foi uma das quatro principais escolas filosóficas durante o Período das Primaveras e Outonos (de 770 a.C. a 480 a.C.) e o Período dos Reinos Combatentes (de 479 aC a 221 aC). Durante esse tempo, o moísmo (墨 Mo) foi visto como um rival importante para o confucionismo (儒 Ru). A dinastia Qin, que uniu a China em 221 aC, adotou legalismo como a filosofia oficial do governo e suprimiu todas as outras escolas filosóficas. A dinastia Han que se seguiu adotou o confucionismo como a filosofia oficial do Estado, assim como a maioria das outras dinastias sucessivas, e o moísmo desapareceu como uma escola separada do pensamento. Livros moístas foram posteriormente incorporados pelo taoísmo canon.
Seu conceito mais conhecido era o amor incondicional ou união universal. Acreditava que todos eram iguais diante do céu, e por isso mesmo deviam viver de forma equânime, perante uma interpretação própria da lei desse mesmo céu. Se por um lado sua pregação era criativa, por outro recorria igualmente ao discurso do retorno às tradições e da importância do desprendimento material.
Supõe-se que as idéias moístas parecem ter repercutido fortemente na escola jurista, no que tange a igualdade dos homens. Mas, sobre qualquer forma de interpretação, essa doutrina, fortemente religiosa, terminou por açambarcar elementos politizantes que desviaram seus propósitos.[carece de fontes?]